# К лучшему
«К лу́чшему» (англ. One Good Turn) — британский художественный фильм 1955 года с участием Нормана Уиздома.

## Сюжет
Норман — старший из детей-обитателей сиротского приюта «Гринвуд», поэтому практически выполняет роль воспитателя. Однажды на прогулке мальчик-сирота Джимми видит в витрине магазина красивую игрушечную машину за 12 фунтов и мечтает получить её. В этот же день его должна забрать из приюта тётушка. Норман отлучается по делам, однако когда приходит обратно в приют, то видит плачущего Джимми — тётушка не приехала. Чтобы успокоить мальчика, Норман обещает ему купить любую игрушку, которую он захочет. Джимми говорит, что хочет ту самую машину в витрине. Теперь парень вынужден искать деньги, чтобы исполнить своё обещание.
В это же время дети собираются ехать в Брайтон к морю. Директриса приюта не хочет отпускать с ними Нормана, который никогда в жизни моря не видел. Однако ребята отказываются ехать без него, и директрисе приходится уступить. В поезде Норман попадает в ряд комических ситуаций, в частности, надоедает своим смешливым нравом пассажирам купе первого класса. По пути в Брайтон Норман случайно теряет свои штаны, но в городе притворяется участником марафона. Он выигрывает первое место и получает серебряный кубок.
Чтобы исполнить своё обещание, парень пытается продать кубок в ломбард, но это ему не удаётся. Тогда он идёт работать рекламщиком ресторана «Казано́ва». Случайно работники близлежащего театра принимают его за восточноевропейского дирижёра Игоря Петровича и выталкивают на сцену. Норман весело и бойко дирижирует, у него это здорово получается! Но вдруг прибывает настоящий дирижёр, и Норману приходится ретироваться. Убегая от администраторов театра, он случайно включает сценические спецэффекты, и сцена начинает вращаться, включается ветродув, на сцену начинает падать снег…
На следующий вечер Норман направляется на ярмарку, где пытается боксировать за 10 фунтов, но тоже безуспешно. А тем временем предприниматель мистер Бигли собирается снести сиротский приют и построить на его месте фабрику. Да и Джимми уже не нужна машина…

## В ролях
- Норман Уиздом — Норман
- Джоан Райс — мисс Айрис Гибсон, воспитательница приюта и светская леди
- Ширли Эбикайр — Мэри, одна из старших обитательниц приюта
- Тора Хёрд — повариха приюта
- Уильям Рассел — Алек Бигли, кавалер мисс Гибсон
- Джоан Инграм — директриса приюта
- Ричард Калдикот — мистер Бигли, отец Алека, предприниматель
- Дэвид Хёрст — гипнотизёр на ярмарке
- Ноэль Хаулетт — ювелир
- Харольд Каскет — Игорь Петрович, чопорный дирижёр в театре
- Рикки МакКаллог — Гуннер Мак, чемпион по боксу
- Энтони Грин — Мартин
- Кейт Гилман — Джимми
- Марджори Фендер — Таппени

## Факты
- Это второй фильм, в котором Норман Уиздом появился в роли Нормана (впоследствии получившего фамилию Питкин).
- Норман Уиздом снялся в этом фильме, когда ему было 40 лет.
- Второе название фильма — «Изобретательный мистер Питкин».